# Bandera de Los Tres Delfines
La bandera de Los Tres Delfines de Anguila fue adoptada el 29 de septiembre de 1967, después de que la colonia (entonces parte de San Cristóbal-Nieves-Anguila) declarara unilateralmente su independencia del Reino Unido como la República de Anguila. Representa a tres delfines naranjas en un círculo sobre un fondo blanco, con una franja turquesa en la parte inferior. Se utilizó hasta el 19 de marzo de 1969, cuando se restauró el dominio británico y se instauró la actual bandera colonial.

## Simbolismo
El fondo blanco de la bandera representa la paz. La franja turquesa simboliza el Mar Caribe. Los tres delfines representan resistencia, unidad y fuerza, y su disposición circular representa la comunidad.

## Historia

El actual escudo de anguila

La bandera fue diseñada por Marvin Oberman y Lydia Gumbs. Reemplazó a la anterior "Bandera de Sirena" de Anguila, diseñada por Scott Newhall, que había estado en uso desde el 23 de julio de 1967. Su diseño influyó en la posterior bandera de Anguila, como se puede apreciar en el escudo con tres delfines naranjas que esta posee. Aunque ya no es oficial, la bandera de los delfines todavía ondea en la actualidad.